# Helmut Donner
Helmut Donner, född 15 augusti 1941, är en friidrottare från Österrike. Han deltog vid olympiska sommarspelen 1960.